# پتروشن
شهر پتروشن (به رومانیایی: Petroşani) در شهرستان هوندرا در کشور رومانی واقع شده‌است. جمعیت این شهر ۴۵٬۴۴۷ نفر  است.

## نگارخانه

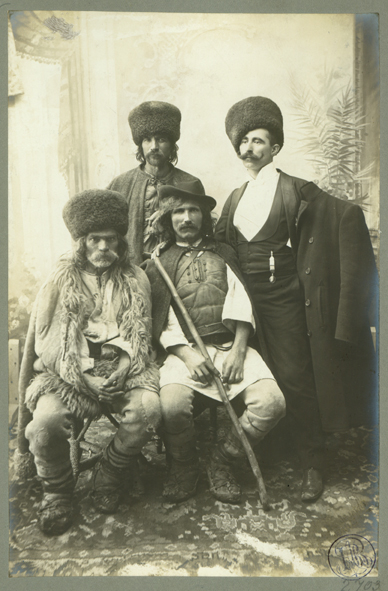
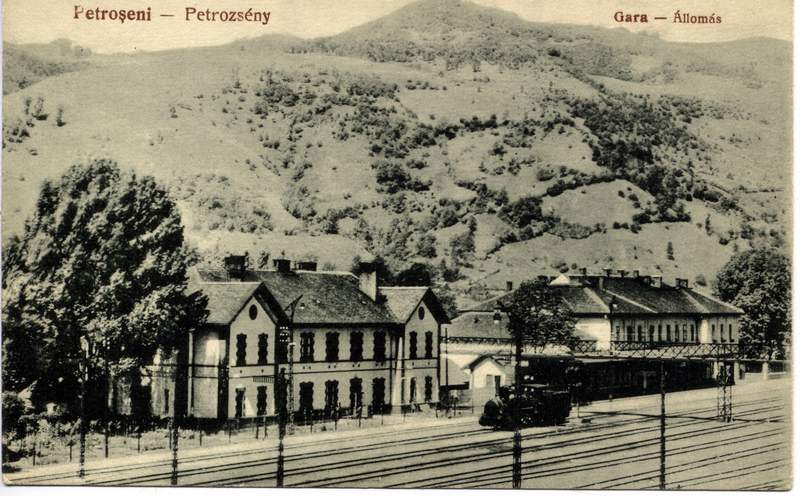
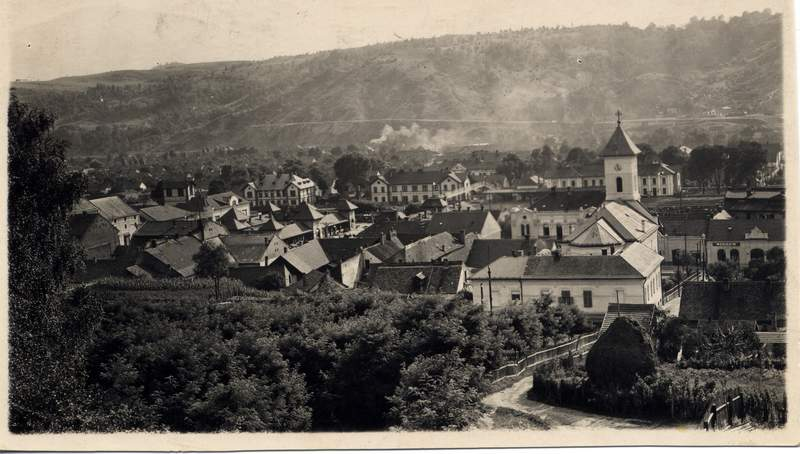
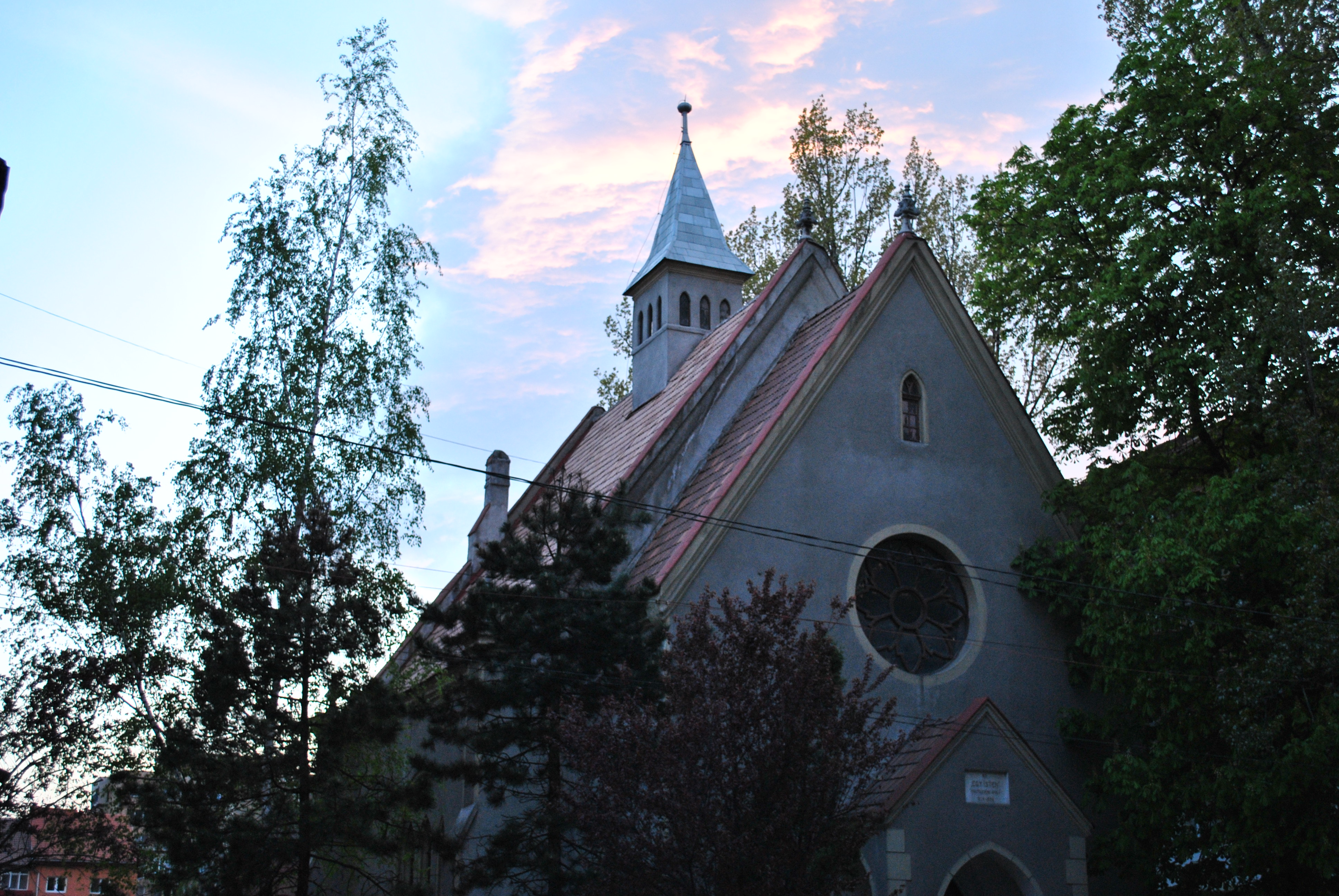
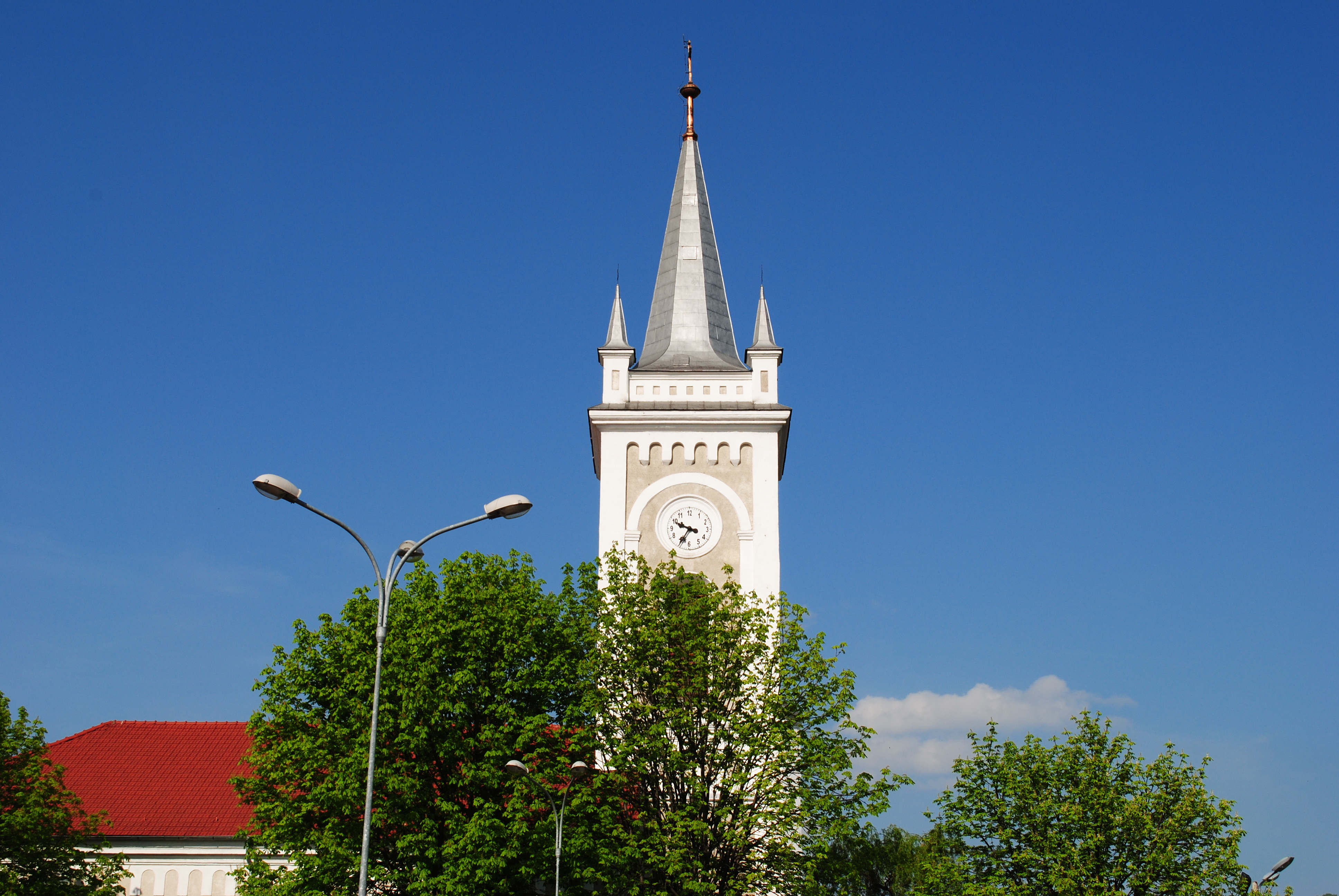
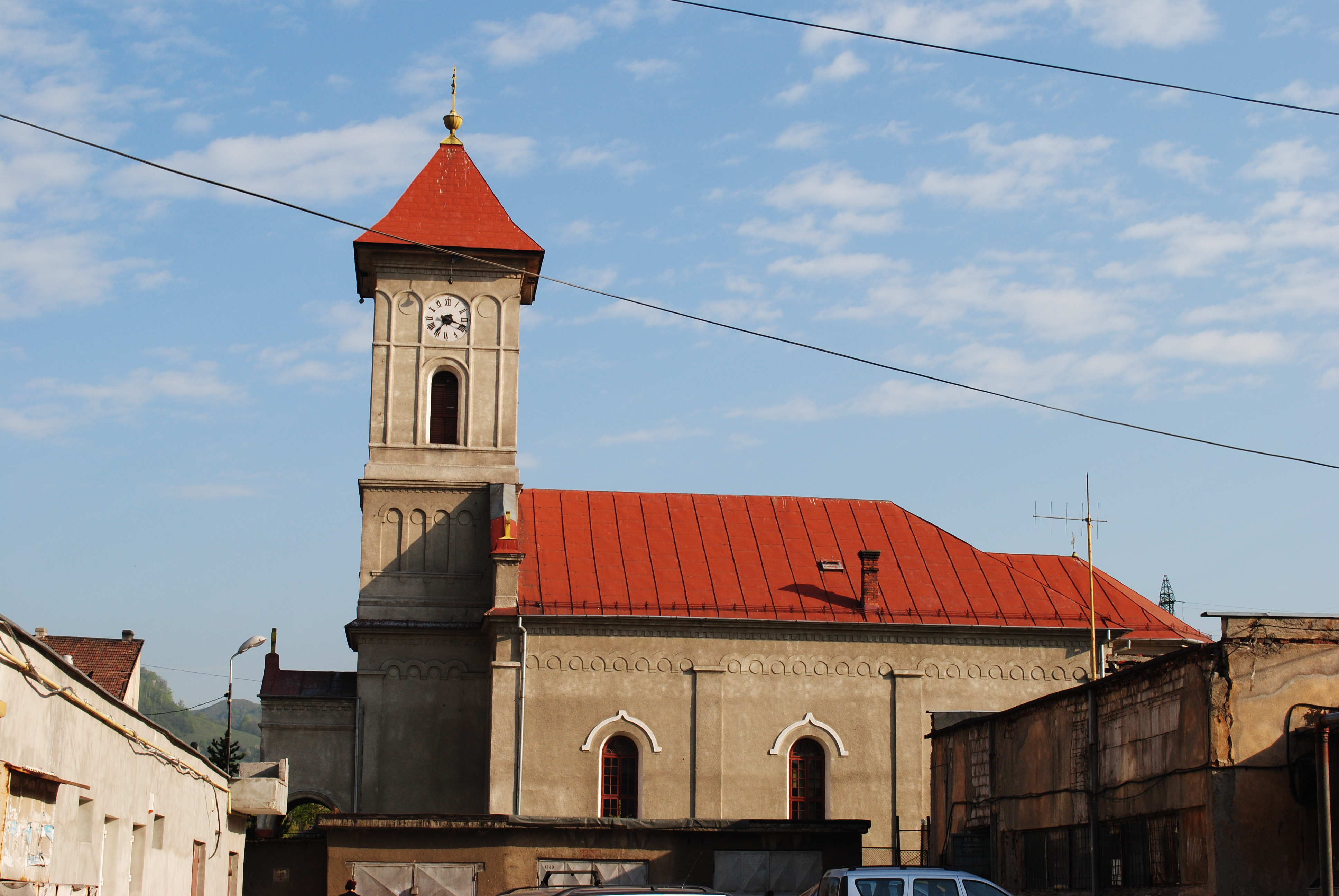
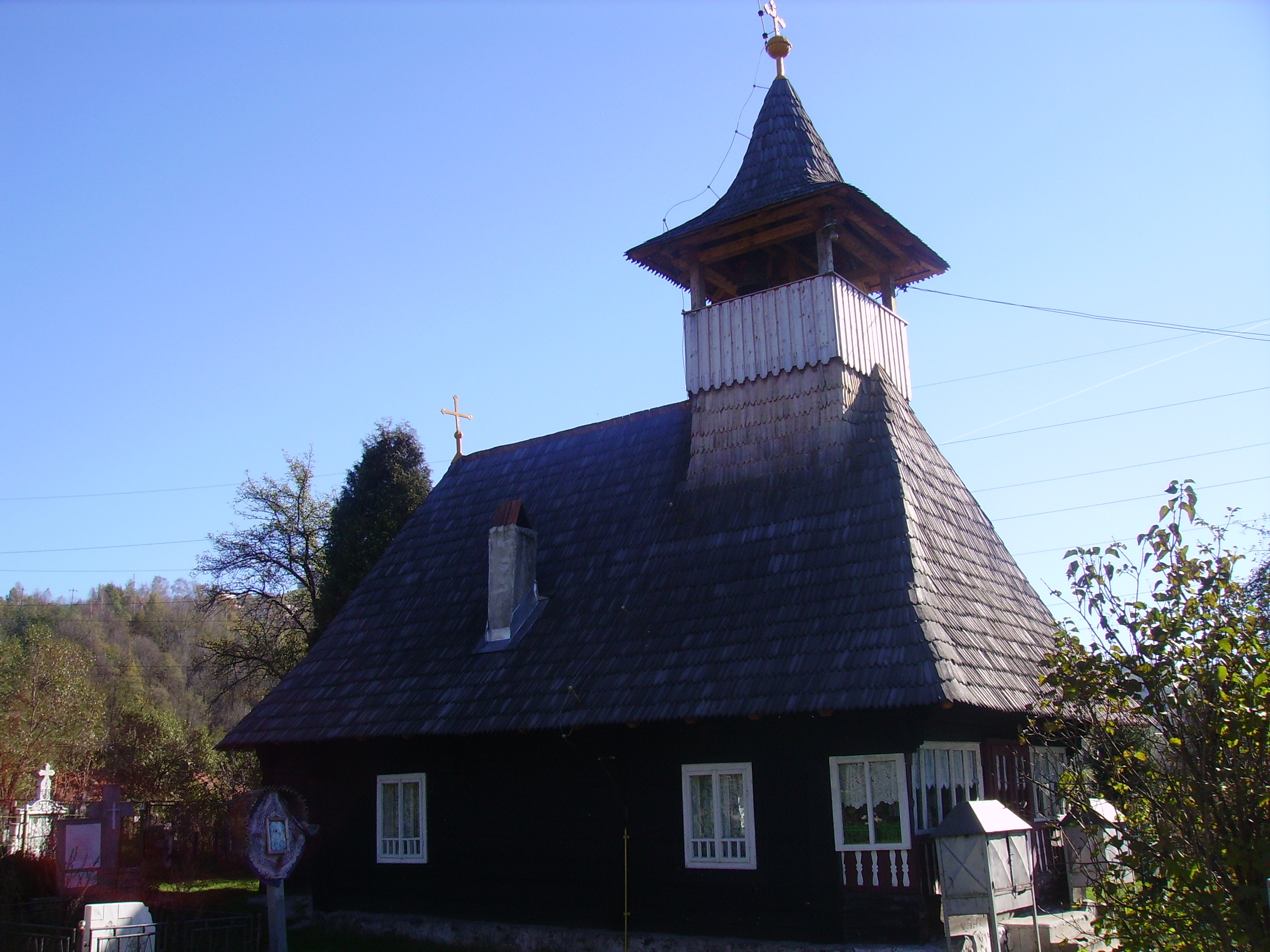
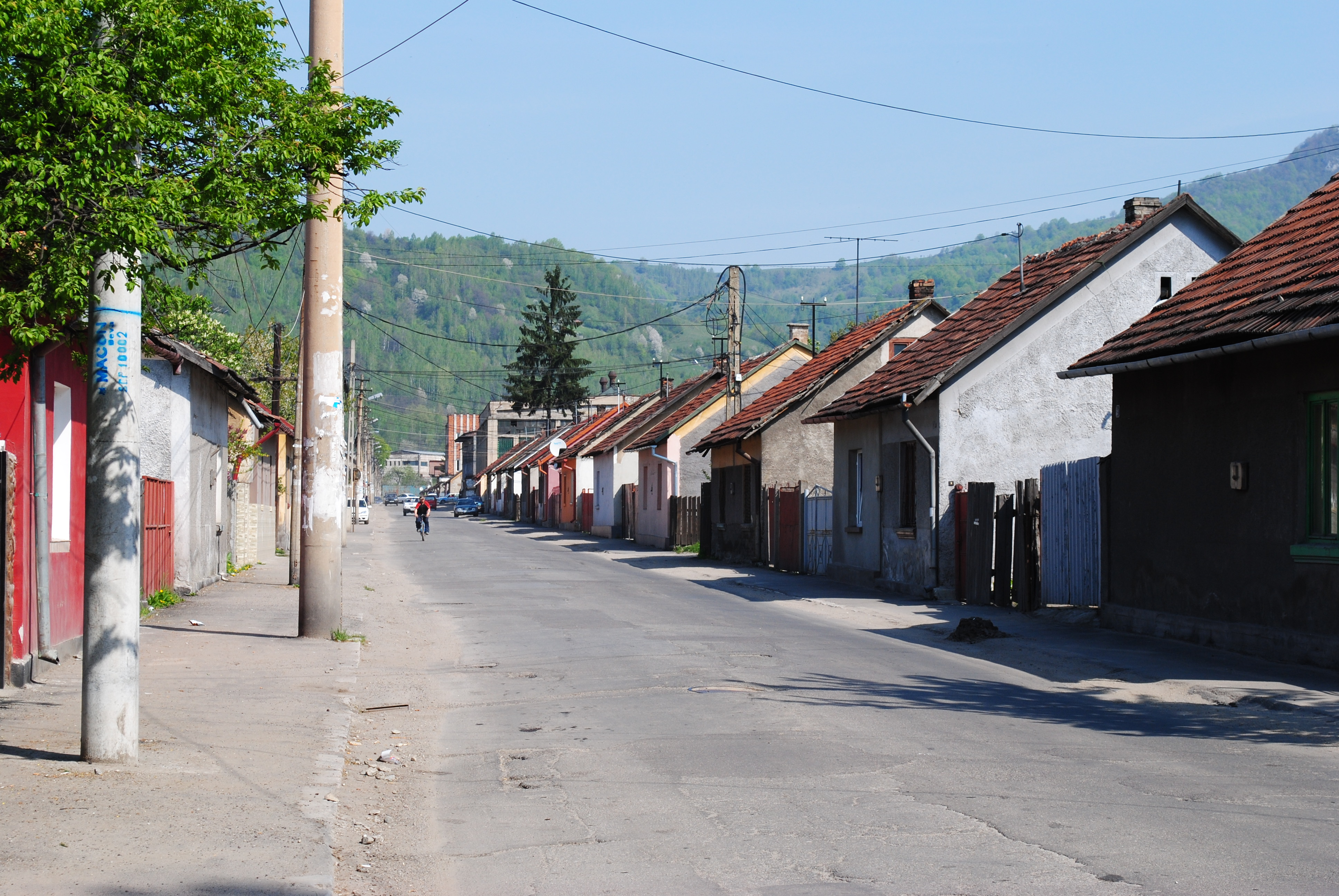